# LPMUD
LPMUD är variant av MUD som använder programspråket LPC, utvecklat 1989 av Lars Pensjö på Chalmers tekniska högskola. 
Pensjö hade spelat mycket TinyMUD och AberMUD och ville skapa en värld med flexibiliteten hos TinyMUD och kraften hos AberMUD. Därutöver ville han inte stå ensam som programmeringsansvarig och tänkte att andra kunde hjälpa till med detta. Resultatet blev ett nytt C-baserat, objektorienterat programmeringsspråk, LPC som underlättade för användare som var ovana vid programmering att lägga till element som rum, vapen och monster i spelvärlden.
Några noterbara LPMUD-spel som fortfarande körs per 2009 är Pensjös originalspel Genesis LPMud samt BatMUD, NannyMUD, SvenskMud, Darker Realms LPMud och Nanvaent.